# Toren van Spannenburg
De toren van Spannenburg, ook wel de toren van Tjerkgaast genoemd, is een 118 meter hoge betontoren bij Spannenburg in de Nederlandse provincie Friesland voor telecommunicatie en radio- en televisie-uitzendingen. Daarnaast is er ook ruimte beschikbaar voor datacenterdiensten. De toren is het hoogste bouwwerk van Friesland. Het gebouw staat naast het Prinses Margrietkanaal bij de driesprong van de N354 en de weg richting Tjerkgaast.

## Constructie
De toren werd in opdracht van de Rijksgebouwendienst tussen 1971 en 1973 gebouwd voor de PTT. Die het daarna in gebruik nam als straalverbindingstoren ten behoeve van (vaste) telefonie en televisie. De toren is voorzien van twee bordessen voor het opstellen van straalzenders en ontvangers, en daarboven  bevindt zich de zogenaamde (glazen) reportagering. De toren is onderdeel van een landelijk koppelnet van  straalverbindingstorens en masten die tussen 1955 en 1989 voor de PTT zijn gebouwd. Op 27 mei 1974 werd de toren ceremonieel geopend door de burgemeester van Doniawerstal, de heer Johan Caspar Cavaljé.  Hij deed dat door op de negentiende verdieping enige tientallen postduiven de vrijheid te geven, die het bericht over de opening naar Leeuwarden moesten brengen.
De 118 meter hoge toren rust op 72 heipalen van 23 meter lengte en een 2,5 meter dikke funderingsplaat. De toren heeft een doorsnede van 12 meter en telt 22 verdiepingen.

## Eigenaar
Door de technologische ontwikkelingen na 1990 op het gebied van de telecommunicatie –de toepassing van optische vezel en (mobiele) satellietverbindingen– is de toren nog maar beperkt in gebruik voor  straalverbindingen. De eigenaar is verplicht de toren als reserve voor straalverbindingen ter beschikking te houden. De overheid heeft namelijk de toren aangewezen als onderdeel van de noodinfrastructuur.
De PTT/KPN-toren is in 2007 verkocht aan Alticom, die een verdieping heeft ingericht als datacenter.
In 2017 werd Alticom overgenomen door het Spaanse telecombedrijf Cellnex Telecom.
Sinds 2016 wordt een etage als datacenter verhuurd aan ViaData Automatisering B.V te Heerenveen.

## FM-radio
In 1998 werd de toren voor het eerst voorzien van FM-antennes en zendapparatuur, deze waren voor Noordzee FM en Radio 538.
Anno 2025 worden de volgende FM-zenders doorgegeven:
| Frequentie | Hoogte | Vermogen | Omroep                      |
| ---------- | ------ | -------- | --------------------------- |
| 91,0 MHz   | 140 m  | 40 dBW   | Radio Veronica (2003-heden) |
| 94,1 MHz   | 100 m  | 33 dBW   | RadioNL                     |
| 95,5 MHz   | 99 m   | 44,8 dBW | BNR Nieuwsradio             |
| 97,9 MHz   | 120 m  | 34 dBW   | Frysk FM                    |
| 98,5 MHz   | 100 m  | 30 dBW   | Joy Radio                   |
| 99,1 MHz   | 99 m   | 37 dBW   | 100% NL                     |
| 102,5 MHz  | 124 m  | 50 dBW   | Radio 538                   |
| 103,8 MHz  | 120 m  | 40 dBW   | Joe                         |

## Digitale radio DAB+
De toren is ook voorzien van twee zenders voor digitale radio in DAB+. De ene zendt een boeket radiokanalen uit van de NPO, de andere een boeket commerciële radiokanalen.
| Kanaal | Frequentie          | Hoogte | Vermogen | Vergunninghouder |
| ------ | ------------------- | ------ | -------- | ---------------- |
| 7D     | 193,296-194,832 MHz | 120 m  | 16,5 dBW | MTVNL            |
| 12C    | 226,592-228,128 MHz | 120 m  | 30 dBW   | NPO              |

## Televisie
Sinds maart 2023 dient de Toren van Spannenburg als steunzender voor televisie. Het boeket met NPO 1, NPO 2, NPO 3, NPO 1 Extra, Omrop Fryslân TV en TV Noord is vrij te ontvangen op 626 MHz.

## Wetenswaardigheden
- De toren is het hoogste bouwwerk van Friesland. Op de tweede plaats staat de Achmeatoren van bijna 115 meter.
- Op 16 juli 2011 werden er noodzenders op de toren van Spannenburg geplaatst, nadat bij een grote brand de televisietoren Smilde op 15 juli ernstig beschadigd was geraakt.